# Milan Aleksić
Milan Aleksić (serbisk kyrilliska: Милан Алексић), född 13 maj 1986 i Belgrad, är en serbisk vattenpolospelare. Han ingick i Serbiens landslag vid olympiska sommarspelen 2012.
Aleksić spelade åtta matcher och gjorde fem mål i herrarnas vattenpoloturnering i London där Serbien tog brons. Vid den olympiska vattenpoloturneringen 2016 i Rio de Janeiro tog han guld med det serbiska landslaget.
Aleksić tog VM-guld i samband med världsmästerskapen i simsport 2009 och 2015. VM-silver tog han i samband med världsmästerskapen i simsport 2011 i Shanghai. Vid VM 2017 tog han en bronsmedalj.